# Fußball-Weltmeisterschaft 1982/Deutschland
Dieser Artikel behandelt die deutsche Fußballnationalmannschaft bei der Fußball-Weltmeisterschaft 1982 in Spanien.

## Qualifikation
Die deutsche Mannschaft qualifizierte sich ohne Punktverlust und mit einer Tordifferenz von 33:3 souverän für die WM 1982. Mit neun Toren war Karl-Heinz Rummenigge bester deutscher Torschütze der Qualifikation.
| Bulgarien – BR Deutschland 1:3 (0:2) 3. Dezember 1980, Vasil Levski National Stadion in Sofia                                                                                          |
| 0:1, 0:2 Manfred Kaltz (14., 36., Foulelfmeter), 0:3 Karl-Heinz Rummenigge (53.), 1:3 Zwetan Jontschew (66.)                                                                           |
| Albanien – BR Deutschland 0:2 (0:1) 1. April 1981, Stadion Kombetar Qemal Stafa in Tirana                                                                                              |
| 0:1, 0:2 Bernd Schuster (9., 70.) |
| BR Deutschland – Österreich 2:0 (2:0) 29. April 1981, Volksparkstadion in Hamburg |
| 1:0 Bernd Krauss (30./Eigentor), 2:0 Klaus Fischer (36.) |
| Finnland – BR Deutschland 0:4 (0:3) 24. Mai 1981, Keskusurheilukenttä Stadion in Lahti                                                                                                 |
| 0:1 Hans-Peter Briegel (26.), 0:2 Fischer (37.), 0:3 Kaltz (40.), 0:4 Fischer (80.) |
| BR Deutschland – Finnland 7:1 (2:1) 23. September 1981, Ruhrstadion in Bochum |
| 1:0 Fischer (11.), 1:1 Hannu Turunen (41.), 2:1 Rummenigge (42.), 3:1 Paul Breitner (54.), 4:1 Rummenigge (60.), 5:1 Breitner (67.), 6:1 Rummenigge (72.), 7:1 Wolfgang Dremmler (83.) |
| Österreich – BR Deutschland 1:3 (1:2) 14. Oktober 1981, Praterstadion in Wien |
| 1:0 Walter Schachner (16. Min.), 1:1 Pierre Littbarski (17.), 1:2 Felix Magath (20.), 1:3 Littbarski (77.)                                                                             |
| BR Deutschland – Albanien 8:0 (5:0) 18. November 1981, Westfalenstadion in Dortmund |
| 1:0, 2:0, 5:0 Rummenigge (5., 19., 43.), 3:0, 8:0 Fischer (32., 72.), 4:0 Kaltz (36.), 6:0 Littbarski (52.), 7:0 Breitner (68., Foulelfmeter)                                          |
| BR Deutschland – Bulgarien 4:0 (1:0) 22. November 1981, Rheinstadion in Düsseldorf |
| 1:0 Fischer (4.), 2:0 Rummenigge (49.), 3:0 Kaltz (62., Foulelfmeter), 4:0 Rummenigge (83.)                                                                                            |

## Aufgebot
Jeder Trainer konnte 22 Spieler nominieren. Allofs, Engels und Hieronymus wurden bei der FIFA zwar offiziell nominiert, Bundestrainer Derwall entschied sich jedoch, nur mit 19 Spielern nach Spanien zu reisen.
| Nummer / Name | Nummer / Name                | Damaliger Verein         | Geburtstag | Länderspiele/Tore (a) | Sp.      | Tor      | Rot      | Gelb     |
| Torhüter      | Torhüter                     | Torhüter                 | Torhüter   | Torhüter              | Torhüter | Torhüter | Torhüter | Torhüter |
| ------------- | ---------------------------- | ------------------------ | ---------- | --------------------- | -------- | -------- | -------- | -------- |
| 21            | Bernd Franke                 | Eintracht Braunschweig   | 12.02.1948 | 7 (0)                 | 0        | 0        | 0        | 0        |
| 22            | Eike Immel                   | Borussia Dortmund        | 27.11.1960 | 4 (0)                 | 0        | 0        | 0        | 0        |
| 1             | Toni Schumacher              | 1. FC Köln               | 06.03.1954 | 25 (0)                | 7        | 0        | 0        | 0        |
| Abwehr        |                              |                          |            |                       |          |          |          |          |
| 2             | Hans-Peter Briegel           | 1. FC Kaiserslautern     | 11.10.1955 | 27 (2)                | 7        | 0        | 0        | 1        |
| 5             | Bernd Förster                | VfB Stuttgart            | 03.05.1956 | 15 (0)                | 4        | 0        | 0        | 1        |
| 4             | Karlheinz Förster            | VfB Stuttgart            | 25.07.1958 | 35 (1)                | 7        | 0        | 0        | 0        |
| 12            | Wilfried Hannes              | Borussia Mönchengladbach | 17.05.1957 | 7 (0)                 | 0        | 0        | 0        | 0        |
| 20            | Manfred Kaltz                | Hamburger SV             | 06.01.1953 | 59 (7)                | 7        | 0        | 0        | 0        |
| 15            | Uli Stielike                 | Real Madrid              | 15.11.1954 | 23 (0)                | 7        | 0        | 0        | 2        |
| Mittelfeld    |                              |                          |            |                       |          |          |          |          |
| 3             | Paul Breitner                | FC Bayern München        | 05.09.1951 | 41 (9)                | 7        | 1        | 0        | 0        |
| 6             | Wolfgang Dremmler            | FC Bayern München        | 12.07.1954 | 11 (2)                | 7        | 0        | 0        | 1        |
| 7             | Pierre Littbarski            | 1. FC Köln               | 16.04.1960 | 7 (6)                 | 7        | 2        | 0        | 1        |
| 14            | Felix Magath                 | Hamburger SV             | 26.07.1953 | 20 (2)                | 4        | 0        | 0        | 0        |
| 18            | Lothar Matthäus              | Borussia Mönchengladbach | 21.03.1961 | 7 (0)                 | 2        | 0        | 0        | 0        |
| 10            | Hansi Müller                 | VfB Stuttgart            | 27.07.1957 | 34 (5)                | 2        | 0        | 0        | 0        |
| Angriff       |                              |                          |            |                       |          |          |          |          |
| 8             | Klaus Fischer                | 1. FC Köln               | 27.12.1949 | 39 (30)               | 6        | 2        | 0        | 1        |
| 9             | Horst Hrubesch               | Hamburger SV             | 17.04.1951 | 16 (5)                | 5        | 1        | 0        | 1        |
| 13            | Uwe Reinders                 | Werder Bremen            | 19.01.1955 | 1 (0)                 | 3        | 1        | 0        | 0        |
| 11            | Karl-Heinz Rummenigge        | FC Bayern München        | 25.09.1955 | 52 (25)               | 7        | 5        | 0        | 0        |
| Trainer       |                              |                          |            |                       |          |          |          |          |
|               | Jupp Derwall (Bundestrainer) |                          | 10.03.1927 |                       |          |          |          |          |

Auf Abruf:
| 19         | Holger Hieronymus | Hamburger SV       | 22.02.1959 | 2 (0) |
| Mittelfeld |                   |                    |            |       |
| 17         | Stephan Engels    | 1. FC Köln         | 06.09.1960 | 3 (0) |
| Angriff    |                   |                    |            |       |
| 16         | Thomas Allofs     | Fortuna Düsseldorf | 17.11.1959 | 0 (0) |

## Spiele von Deutschland

### Vorrunde
BR Deutschland – Algerien 1:2 (0:0)
- 16. Juni 1982 in Gijón (El Molinón)
- BR Deutschland: Schumacher – Kaltz, Stielike, Kh. Förster, Briegel – Dremmler, Breitner, Magath (84. Fischer) – Rummenigge , Hrubesch, Littbarski
- Algerien: Cerbah – Merzekane, Guendouz, Kourichi, Mansouri – Fergani , Dahleb, Belloumi, Zidane (64. Bensaoula) – Madjer (88. Larbes), Assad
- Tore: 0:1 Madjer (54.), 1:1 Rummenigge (67.), 1:2 Belloumi (68.)
- Schiedsrichter: Enrique Labo Revoredo (Peru)
- Zuschauer: 42.000

BR Deutschland – Chile 4:1 (1:0)
- 20. Juni 1982 in Gijón (El Molinón)
- BR Deutschland: Schumacher – Kaltz, Stielike, Kh. Förster, Briegel – Dremmler, Breitner (61. Matthäus), Magath – Rummenigge , Hrubesch, Littbarski (78. Reinders)
- Chile: Osbén – Garrido, Figueroa , Valenzuela, Bigorra – Dubó, Bonvallet, Soto (46. Letilier), Moscoso – Yanez, Gamboa (66. Neira)
- Tore: 1:0, 2:0, 3:0 Rummenigge (9., 57., 66.), 4:0 Reinders (81.), 4:1 Moscoso (90.)
- Schiedsrichter: Bruno Galler (Schweiz)
- Zuschauer: 42.000
- Spielbericht: Nach dem Auftaktdebakel gegen Algerien war im deutschen Lager Wiedergutmachung angesagt und vieles erinnerte an 1978. Damals hatte es zum Auftakt ein klägliches 0:0 gegen Polen gegeben (diesmal 1:2 gegen Algerien) und es war ein 6:0 gegen Mexiko gefolgt. Diesmal konnte ein 4:1 gegen Chile erzielt werden. Kapitän Rummenigge stellte nicht nur mit seinen drei Toren unter Beweis, dass er zu Recht als Europas Fußballer des Jahres gewählt worden war. Chile, das ohne Routinier Carlos Caszely auflief, geriet durch das frühe 0:1 völlig aus dem Konzept und kam nie ins Spiel. Auf deutscher Seite herrschte große Zufriedenheit: die Zwischenrunde war wieder in greifbare Nähe gerückt, derweil Chile nach zwei Niederlagen bereits ausgeschieden war.

BR Deutschland – Österreich 1:0 (1:0)
- 25. Juni 1982 in Gijón (El Molinón)
- BR Deutschland: Schumacher – Kaltz, Stielike, Kh. Förster, Briegel – Dremmler, Breitner, Magath – Rummenigge  (66. Matthäus), Hrubesch (69. Fischer), Littbarski
- Österreich: Koncilia – Krauss, Obermayer , Pezzey, Degeorgi – Hattenberger, Weber, Prohaska, Hintermaier – Schachner, Krankl
- Tor: 1:0 Hrubesch (10.)
- Schiedsrichter: Robert Valentine (Schottland)
- Zuschauer: 41.000
- Siehe auch: Nichtangriffspakt von Gijón

### Zwischenrunde
BR Deutschland – England 0:0
- 29. Juni 1982 in Madrid (Estadio Santiago Bernabéu)
- BR Deutschland: Schumacher – Kaltz, Stielike, Kh. Förster, Briegel – B. Förster, Dremmler, Breitner, Müller (74. Fischer) – Rummenigge , Reinders (63. Littbarski)
- England: Shilton – Mills, Butcher, Sansom, Thompson – Robson, Wilkins, Coppell, Rix – Francis (78. Woodcock), Mariner
- Schiedsrichter: Arnaldo Coelho (Brasilien)
- Zuschauer: 75.000

BR Deutschland – Spanien 2:1 (0:0)
- 2. Juli 1982 in Madrid (Estadio Santiago Bernabéu)
- BR Deutschland: Schumacher – B. Förster, Stielike, Kh. Förster, Briegel – Kaltz, Dremmler, Breitner, Rummenigge  (46. Reinders) – Fischer, Littbarski
- Spanien: Arconada – Urquiaga, Alexanko, Tendillo, Gordillo – Camacho, Perico Alonso, Juanito (46. Lopez Ufarte), Zamora – Santillana, Quini (65. Sanchez)
- Tore: 1:0 Littbarski (50.), 2:0 Fischer (76.), 2:1 Zamora (82.)
- Schiedsrichter: Paolo Casarin (Italien)
- Zuschauer: 90.089

### Halbfinale
BR Deutschland – Frankreich 3:3 n. V. (1:1, 1:1), 5:4 i. E.
- 8. Juli 1982 in Sevilla (Estadio Ramón Sánchez Pizjuán)
- BR Deutschland: Schumacher – Stielike, Kaltz , Kh. Förster, B. Förster – Dremmler, Breitner, Briegel (97. Rummenigge), Magath (73. Hrubesch) – Littbarski, Fischer
- Frankreich: Ettori – Trésor, Amoros, Janvion, Bossis – Tigana, Giresse, Platini , Genghini (50. Battiston) (60. Lopez) – Rocheteau, Six
- Tore: 1:0 Littbarski (18.), 1:1 Platini (26., Foulelfmeter), 1:2 Trésor (93.), 1:3 Giresse (99.), 2:3 Rummenigge (103.), 3:3 Fischer (108.)
- Elfmeterschießen: 0:1 Giresse, 1:1 Kaltz, 1:2 Amoros, 2:2 Breitner, 2:3 Rocheteau, Stielike – gehalten, Six – gehalten, 3:3 Littbarski, 3:4 Platini, 4:4 Rummenigge, Bossis – gehalten, 5:4 Horst Hrubesch
- Schiedsrichter: Charles Corver (Niederlande)
- Zuschauer: 70.000
- Siehe auch: Nacht von Sevilla

### Finale
BR Deutschland – Italien 1:3 (0:0)
- 11. Juli 1982 in Madrid (Estadio Santiago Bernabéu)
- BR Deutschland: Schumacher – B. Förster, Stielike, Kh. Förster, Briegel – Dremmler (63. Hrubesch), Breitner, Kaltz – Rummenigge  (70. Müller), Fischer, Littbarski
- Italien: Zoff - Scirea, Collovati, Gentile, Bergomi – Oriali, Cabrini, Tardelli – Conti, Rossi, Graziani (8. Altobelli) (89. Causio)
- Tore: 0:1 Rossi (57.), 0:2 Tardelli (69.), 0:3 Altobelli (81.), 1:3 Breitner (83.)
- Schiedsrichter: Arnaldo Coelho (Brasilien)
- Zuschauer: 90.000